# Minami-Iwojima
Minami-Iwojima (jap. 南硫黄島, Minami-Iōtō, wörtlich: „Süd-Schwefelinsel“) ist die südlichste der zum Archipel der Ogasawara-Inseln gehörenden Inseln der Kazan-rettō (Vulkaninseln), welche südlich der japanischen  Hauptinseln liegen. Wie die gesamte Inselgruppe zählt sie administrativ zur Präfektur Tokio. Am 18. Juni 2007 erfolgte die Umbenennung von Minami-Iōjima nach Minami-Iōtō, bei der die Kun-Lesung von 島 auf die frühere On-Lesung zurückgeändert wurde.

## Geographie
Minami-Iwojima liegt 60 km südlich von Iwojima und gut 1300 km südlich von Tokio. Die nahezu runde Insel weist bei einer Küstenlänge von 7,5 km eine Fläche von 3,54 km² auf und erreicht eine Höhe von 916 m über dem Meer. Minami-Iwojima stellt somit die höchste Insel des gesamten Ogasawara-Archipels dar. Die nächste Insel im Süden ist der etwa 540 km entfernte Farallon de Pajaros, der zu den Nördlichen Marianen zählt. Die Insel besteht aus einem Schichtvulkan, der vor weniger als 700.000 Jahren das letzte Mal ausgebrochen ist.
Minami-Iwojima ist eines von fünf japanischen „Gebieten zum Erhalt der unberührten, natürlichen Umwelt“ (原生自然環境保全地域, gensei shizen kankyō hozen chiiki). Die unbewohnte Insel steht seit dem 17. Mai 1975 unter Naturschutz. Im Jahre 2017 erfolgte die erste umfassende wissenschaftliche Bestandsaufnahme von Flora und Fauna, nachdem die Insel 10 Jahre vorher zum ersten Mal seit der Einrichtung als Naturschutzgebiet von Menschen betreten worden war.